# 서울특별시소방학교
서울특별시소방학교(서울特別市消防學校, Seoul Fire Academy)는 서울특별시 소속 소방공무원의 교육·훈련을 담당하는 서울특별시청의 직속기관이다. 교장은 소방준감으로 보한다.

## 설치 근거 및 소관 사무

### 설치 근거
- 「서울특별시 행정기구 설치조례」 제41조제1항[2]

### 소관 사무
- 소방공무원·소방공무원 임용예정자 및 소방관계 종사자의 소방교육 훈련
- 소방전문기술 연구에 관한 사항

## 연혁
- 1981년: 소방훈련장 설치.
- 1983년 7월 18일: 서울특별시소방교육대로 개편.[3]
- 1986년 9월 22일: 서울특별시소방학교로 개편.[4]

## 조직

### 교장
- 교육지원과[5]
- 인재개발과[5]
- 소방과학연구센터[6]
- 구조구급교육센터[6]

## 같이 보기
- 대한민국 소방청
- 중앙소방학교
- 대한민국의 소방
- 소방관 계급